# Гатище (Могилёвская область)
Га́тище (бел. Гацішча) — посёлок в составе Осиновского сельсовета Чаусского района Могилёвской области Республики Беларусь.

## Население
- 2010 год — 11 человек